# Écoles publiques de Newark

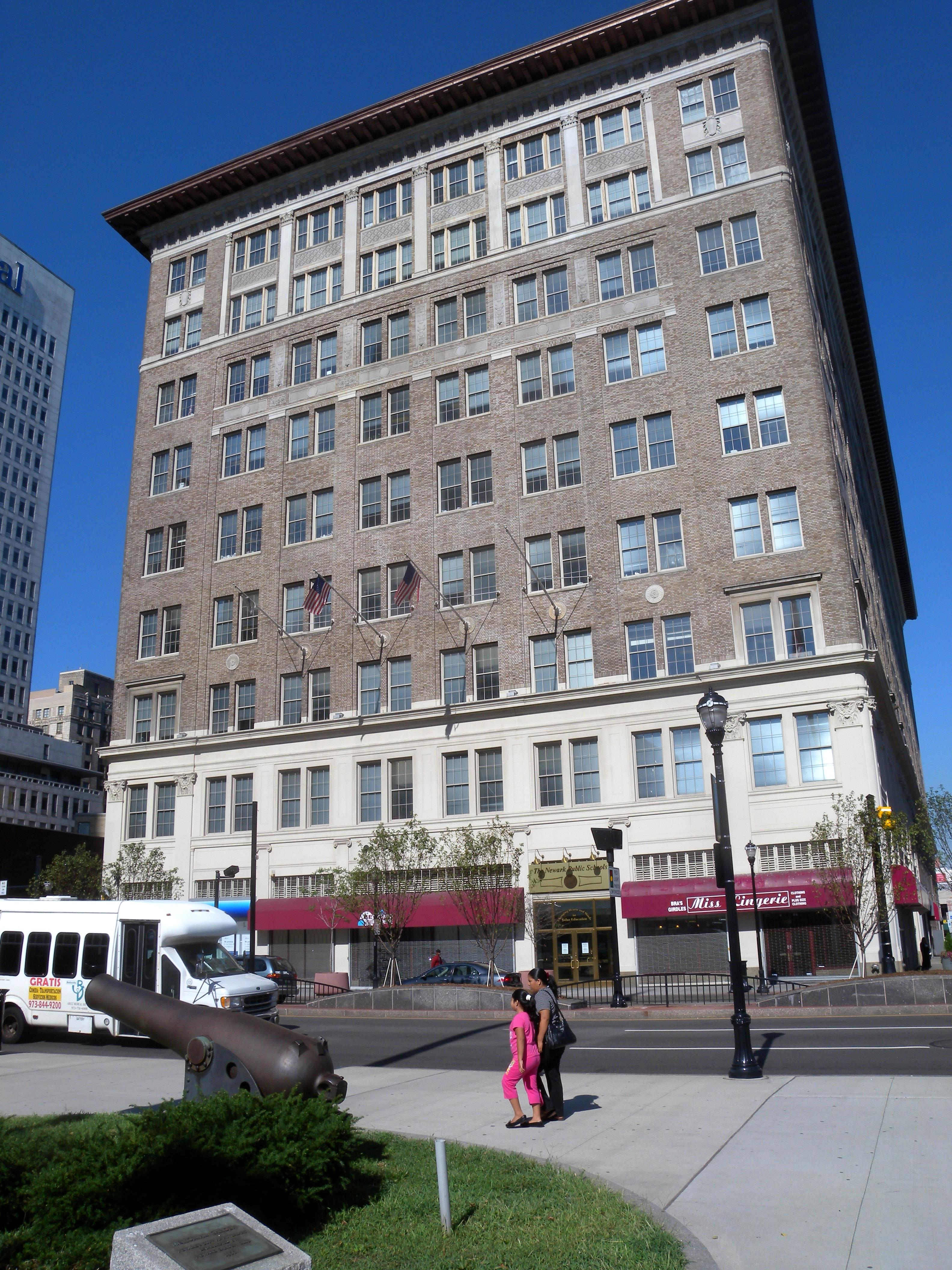
Siège du district

Les Écoles publiques de Newark (Newark Public Schools, NPS) sont un district scolaire du New Jersey. Ils ont leur son siège à Newark.
À partir de 2015, les NPS sont le plus grand district scolaire de l'état du New Jersey. Les élèves du district sont parmi les plus pauvres de l'état.
À l'automne de 2010, Mark Zuckerberg, fondateur de Facebook, a fait don de 100 millions de dollars à NPS.